# 鈴木秀一 (俳優)
鈴木 秀一（すずき しゅういち）は、日本の元俳優。
大映ドラマの常連で、1980年代の学園ドラマに不良役で多く出演したことで知られている。不良役の中では「スクール☆ウォーズ」の尾本輝政が有名。

## 出演

### テレビドラマ
- 2年B組仙八先生（1981年、TBS）
- メチャン子・ミッキー（1982年、TBS）
- 高校聖夫婦（1983年、TBS）
- 新ハングマン（1983年、ABC）
- 序の舞（1984年、ANB）
- 不良少女とよばれて（1984年、TBS）
- 木曜ゴールデンドラマ「女のがん病棟」（1984年4月19日、YTV）
- スクール☆ウォーズ（1984年、TBS） - 尾本輝政 役
- ポニーテールはふり向かない（1985年、TBS）
- 暴れん坊将軍III（1988年、ANB）

### 映画
- ブリキの勲章（1981年）
- ラブ・ストーリーを君に（1988年）